# Văleni (Secuieni), Bacău
Văleni este un sat în comuna Secuieni din județul Bacău, Moldova, România.